# Elachanthus glaber
Elachanthus glaber là một loài thực vật có hoa trong họ Cúc. Loài này được Paul G.Wilson mô tả khoa học đầu tiên năm 1965.